# نقدي عليا
نقدي عليا هي قرية في مقاطعة مشكين شهر، إيران. عدد سكان هذه القرية هو 1,561 في سنة 2006.